# Rimbo
Rimbo ist ein Ort (tätort) in der schwedischen Provinz Stockholms län und der historischen Provinz Uppland. Der Ort ist Teil der Gemeinde Norrtälje und liegt 20 km westlich des Hauptortes Norrtälje.

## Geschichte
Bedeutung gewann der Ort ab 1884 als Kreuzungspunkt mehrerer schmalspuriger Eisenbahnstrecken des Netzes der Stockholm–Roslagens Järnvägar. Die letzte dieser Verbindungen wurde 1981 stillgelegt. Es bestehen Pläne, die Strecke Richtung Stockholm, die heute noch bis Kårsta führt, wieder zu errichten. Eine Finanzierung dieses etwa 14 km langen Lückenschlusses ist aber nicht gesichert.
Die Runensteine U 513 und U 514 befinden sich an der Kirche von Rimbo.